# トンガ族
トンガ族（tonga）は、主にザンビアおよびモザンビーク南部に居住するバントゥー系民族。居住地域によって四つの小グループに分類され、モザンビーク南部に居住するものをトンガ族、ザンビア北東部に居住するものを高原トンガ族、ザンビアとボツワナの国境地帯に居住するものを南トンガ族、ザンベジ川中流域に居住するものを河谷トンガ族と呼ぶ。

## 生活様式
トウモロコシなどの雑穀系食物を主食とし、豆やラッカセイなどの農耕と牛の飼育などの牧畜を生活の機軸としている。過酷な生活環境から雨乞儀礼などの独自宗教が発展した。